# Hugh Blair

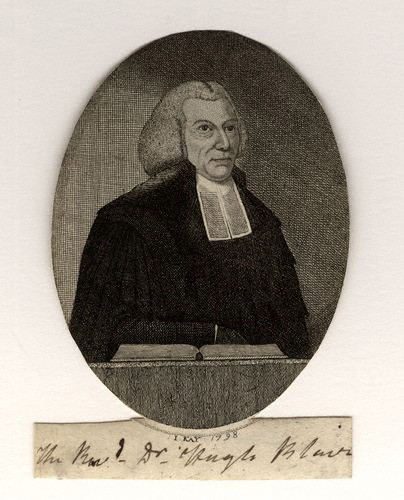
Hugh Blair, 1798.

Hugh Blair (Edimburgo, 7 de abril de 1718-27 de diciembre de 1800) fue un predicador, crítico y catedrático escocés. Miembro y figura clave de la Ilustración escocesa.

## Semblanza biográfica
Estudió Gramática y Humanidades en la Universidad de Edimburgo, en 1739 recibió el grado de maestro en artes. Una vez terminada su carrera, recibió la licencia para predicar el 21 de octubre de 1741. Se ordenó el 23 de septiembre de 1742 en la parroquia Colessic en Fife. Predicó en la parroquia de Canongate en Edimburgo durante más de once años. En 1754 fue asignado a la parroquia de Lady Yester y el 15 de junio de 1758 a la iglesia mayor de la ciudad de Edimburgo.
Fue profesor de Bellas Letras en la Universidad de Saint Andrews tras ejercer durante muchos años como pastor evangélico y distinguirse con sus publicaciones. Ejerció la cátedra hasta 1783.
Autor de una serie de trabajos sobre Shakespeare, James Macpherson y David Hume, reunió también una colección en cinco volúmenes de sus Sermones y compuso unas influyentes Lecciones sobre la retórica y las bellas artes que se considera de sesgo prerromántico. Sus sermones, dirigidos hacia la instrucción moral (sobre todo referida a discusiones metafísicas o teológicas), revolucionaron la elocuencia de su tiempo. Sus Lecciones fueron consideradas en su época una autoridad en cuestiones de poética, al menos en España, donde fueron glosadas y ampliadas por José Luis Munárriz, y en ellas trató además de los principios de la belleza, de lo sublime y las reglas de la composición; definió la poesía como "el lenguaje de la pasión" y, por tanto, individualizada según la persona que la componga. Fundó la Revista de Edimburgo.

## Obra
- 1739. Defundamentis et Obligatione Legis Naturæ
- 1753. The Works of Shakespeare (ed. Hugh Blair [Anon.])
- 1755. Review of Francis Hutcheson's A System of Moral Philosophy [Anon.]
- 1755. Observations on a Pamphlet (por John Bonar), entitled An Analysis of the Moral and Religious Sentiments contained in the Writings of Sopho and David Hume Esq [Anon.]
- 1760. 'Preface' [Anon.] to James Macpherson, Fragments of Ancient Poetry collected in the Highlands of Scotland and translated from the Galic or Erse Language
- 1763. A Critical Dissertation on the Poems of Ossian, the Son of Fingal
- 1777–1801. Sermons (5 vols)
- 1783. Lectures on Rhetoric and Belles Lettres